# Тараненко Олексій Георгійович
Олексій Георгійович Тараненко (30 березня 1900, село Пологоє Займище Царевського повіту Астраханської губернії, тепер Волгоградської області, Російська Федерація — 5 травня 1960, місто Улан-Уде, тепер Бурятія, Російська Федерація) — радянський партійний діяч, 1-й секретар Комі обласного комітету ВКП(б). Депутат Верховної Ради РРФСР 1-го скликання. Депутат Верховної Ради СРСР 1—2-го скликань (1941—1950 роки).

## Біографія
Народився в селянській родині. У 1911 році закінчив початкову школу.
У 1917 році працював секретарем сільської ради села Пологоє Займище Царевського повіту Астраханської губернії.
Член РСДРП(б) з грудня 1917 року.
У 1918 році — голова повітової ЧК (Надзвичайної комісії) Царевського повіту Астраханської губернії.
З 1919 року — в Червоній армії: військовий комісар Донського кавалерійського полку 10-ї армії РСЧА. У січні 1920 року вступив до комсомолу.
У 1920 році — голова Царевського міського комітету РКП(б) Астраханської губернії.
У 1920—1924 роках — уповноважений військовий комісар особливого загону ОДПУ 2-ї кавалерійської дивізії 2-ї кавалерійської армії Північно-Кавказького військового округу і на Туркестанському фронті. У 1924—1925 роках — уповноважений особливого відділу Північно-Кавказького військового округу в місті Ростові-на-Дону. У 1925—1926 роках — заступник начальника особливого відділу 28-ї стрілецької дивізії в місті Владикавказі. У 1926—1929 роках — начальник особливого відділу 13-ї стрілецької дивізії в місті Таганрозі. У 1929—1931 роках — начальник особливого відділу 9-ї стрілецької дивізії в місті Ростові-на-Дону.
У 1931—1933 роках — слухач Інституту із підготовки кадрів Інституту Червоної професури в місті Ростові-на-Дону. У 1934—1937 роках — слухач аграрного відділення Інституту Червоної професури в Москві.
У липні — листопаді 1937 року — завідувач агітаційно-пропагандистського відділу Орджонікідзевського крайового комітету ВКП(б). У листопаді 1937 — травні 1938 року — завідувач сільськогосподарського відділу Орджонікідзевського крайового комітету ВКП(б).
У травні 1938 — лютому 1940 року — 2-й секретар Орджонікідзевського крайового комітету ВКП(б).
У лютому 1940 — 25 грудня 1948 року — 1-й секретар Комі обласного комітету ВКП(б) та 1-й секретар Сиктивкарського міського комітету ВКП(б) Комі АРСР.
У листопаді 1948 — січні 1950 року — слухач курсів перепідготовки 1-х секретарів обкомів і крайкомів ВКП(б) при ЦК ВКП(б).
У січні 1950 — січні 1951 року — інспектор ЦК ВКП(б).
У січні 1951 — січні 1955 року — 1-й заступник голови Ради Міністрів Бурят-Монгольської АРСР. У січні 1955 — травні 1960 року — заступник голови Ради Міністрів Бурят-Монгольської (Бурятської) АРСР.

## Нагороди
- три ордени Леніна (1942, 1943, 1946)
- орден Трудового Червоного Прапора (16.03.1940)
- орден «Знак Пошани»
- орден Вітчизняної війни І ст. (1945)
- медалі